# David Prowse
David Charles Prowse MBE (1. červenec 1935 – 28. listopad 2020) byl anglický herec a kulturista. Proslavil se rolí Darth Vadera v originální Star Wars trilogii. Mezi jeho další známou roli patří role sluhy ve filmu Stanleyho Kubricka Mechanický pomeranč z roku 1971.
V roce 2015 si zahrál v dokumentárních filmech The Force's Mouth a I Am Your Father, týkajících se jeho role Darth Vadera.
Zemřel v 85 letech v Londýně.